# Albert Marquet
Albert Marquet (ur. 27 marca 1875 w Bordeaux, zm. 14 czerwca 1947 w Paryżu) – francuski malarz, rysownik i grafik.

## Życiorys
Studiował w Paryżu od 1890 w École des Arts Décoratifs, a od 1895 w École des Beaux-Arts. Malował pejzaże i sceny paryskie, przede wszystkim Sekwanę i jej mosty. Jego prace charakteryzują się jasną, pełną światła kolorystyką.

## Prace
- La plage de Sainte-Adresse, (1906),
- Le 14 Juillet au Havre, (1906),
- Oasis, (1920–1922),
- Coteaux de Mustapha, (1924),
- Quai des Grands Augustins sous la neige, (1935),
- L'hiver à Montplaisant, (1944)

## Galeria

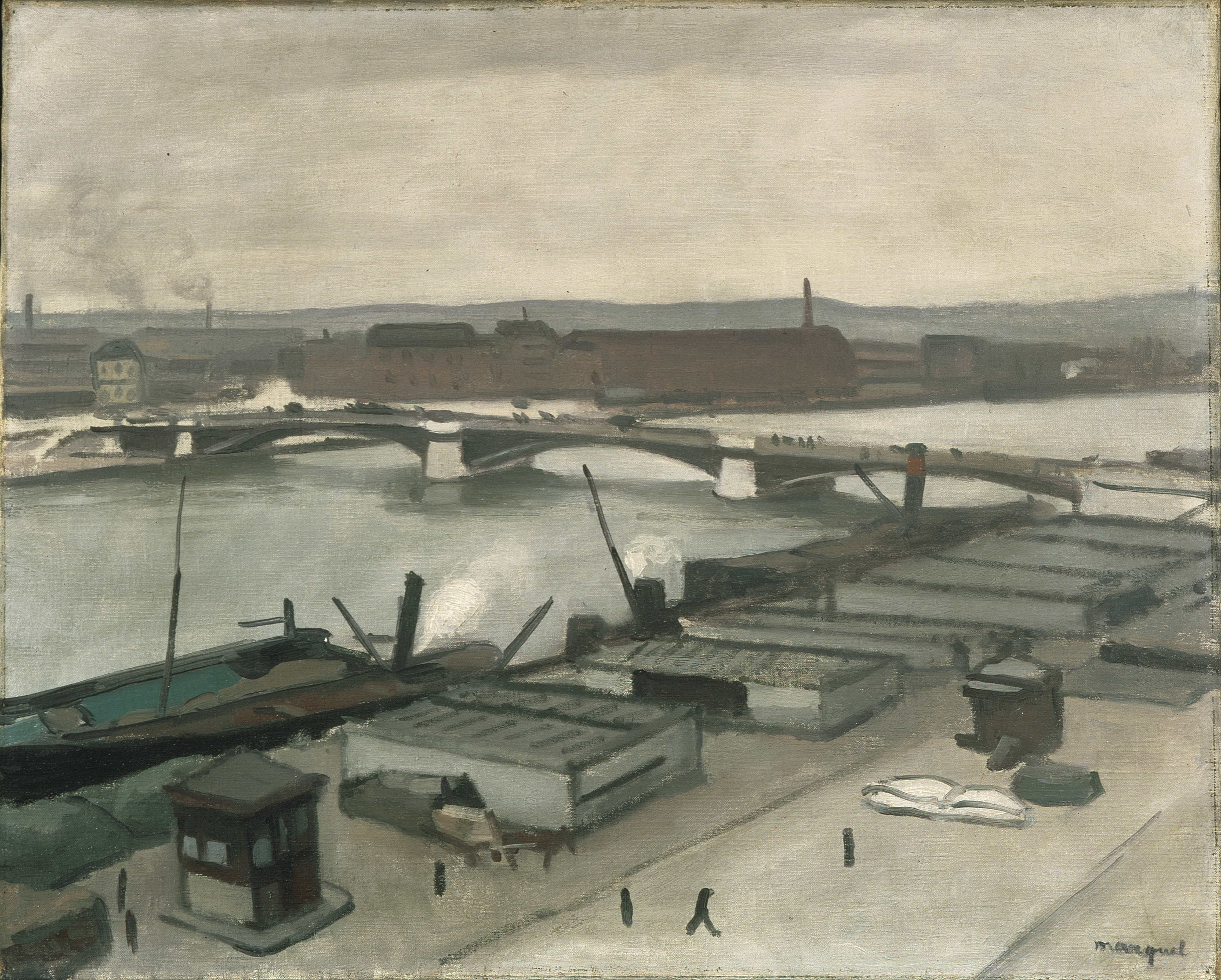
Quai à Rouen, 1912,
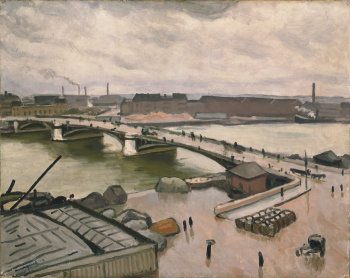
Rouen, quai de Paris 1912
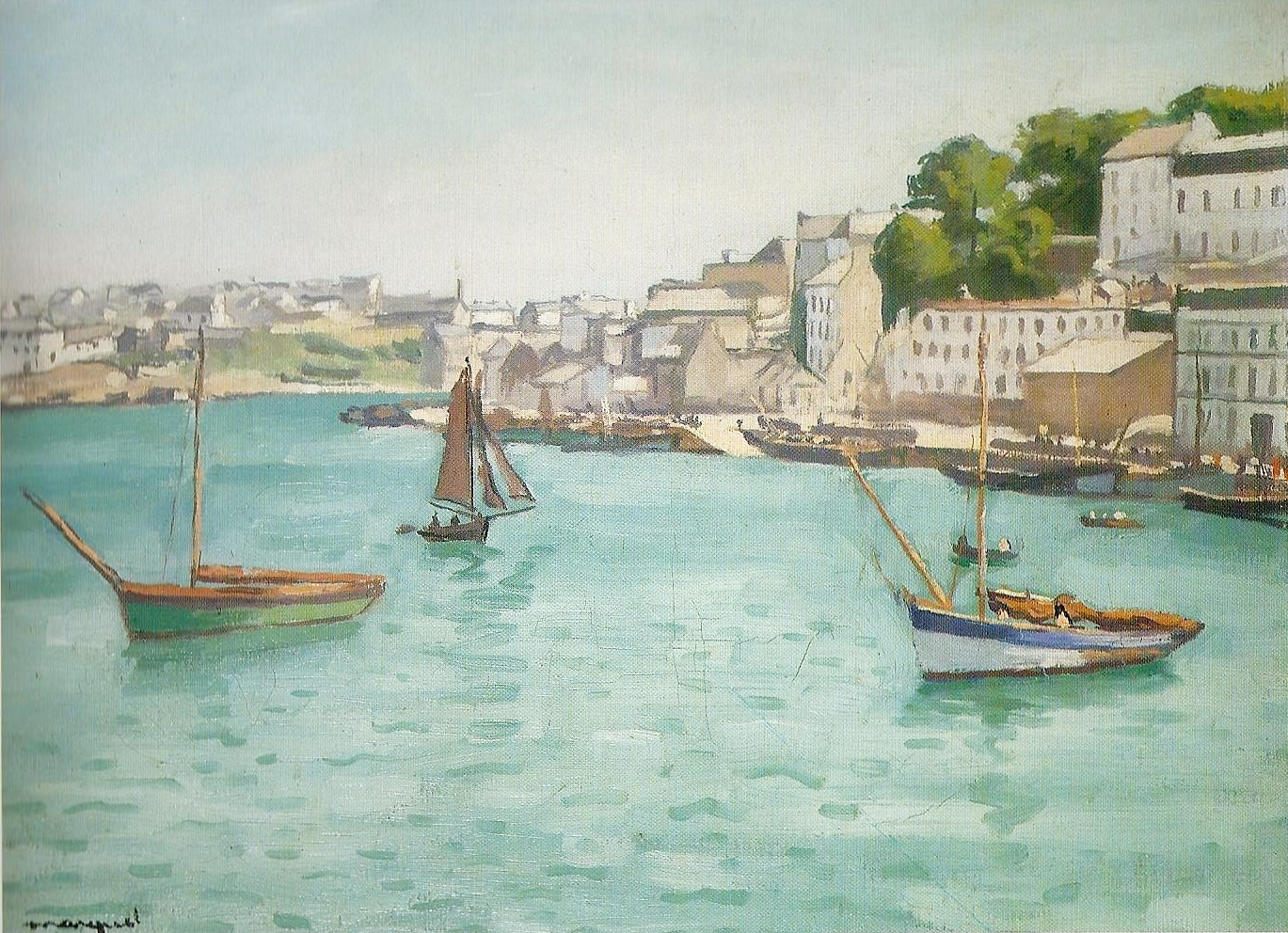
Le port d'Audierne (1928).
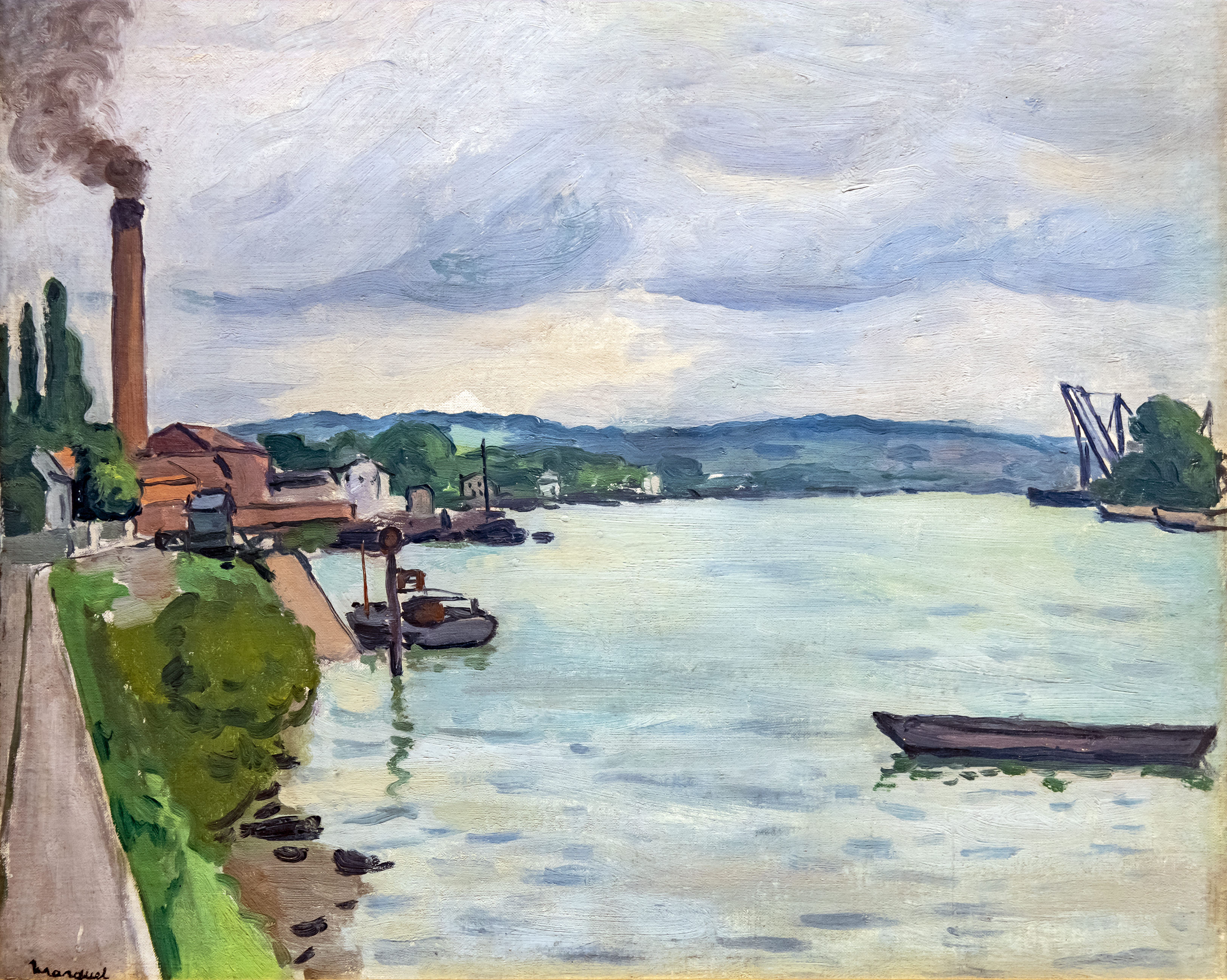
La seine (environs de Rouen) 1942
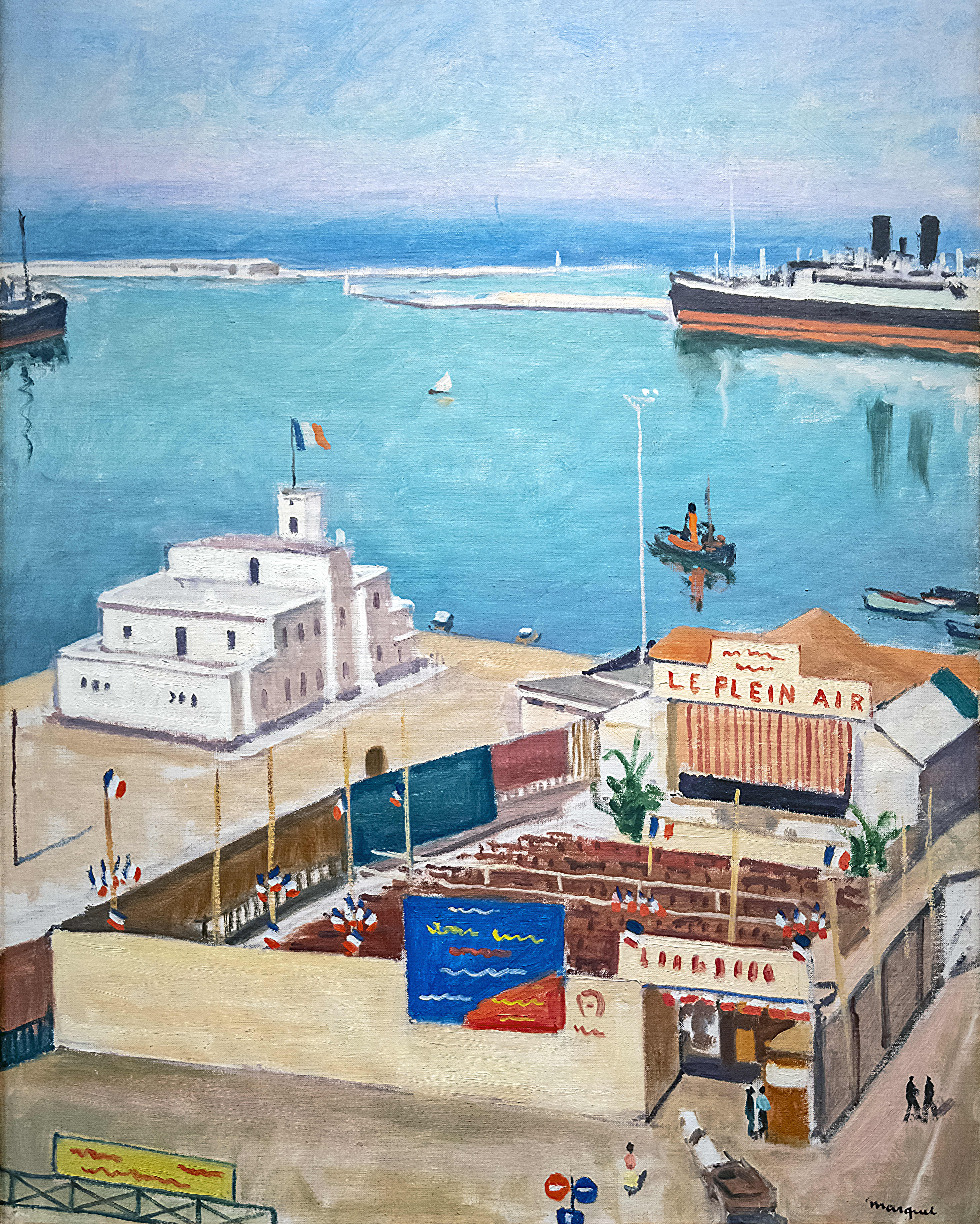
Le théâtre en plein air, Alger 1942